# Salperwick
Salperwick là một xã ở tỉnh Pas-de-Calais, vùng Hauts-de-France, Pháp.

## Dân số
| 1962                                                         | 1968 | 1975 | 1982 | 1990 | 1999 | 2006 |
| ------------------------------------------------------------ | ---- | ---- | ---- | ---- | ---- | ---- |
| 251                                                          | 261  | 302  | 291  | 294  | 486  | 503  |
| Số liệu điều tra dân số từ năm 1962: Dân số không tính trùng |      |      |      |      |      |      |

## Địa điểm nổi bật
- Nhà thờ Notre-Dame, thế kỷ 16.
- Lâu đài thế kỷ 18.